# ناتسوکی موگیکورا
ناتسوکی موگیکورا (انگلیسی: Natsuki Mugikura؛ زادهٔ ۲۲ مهٔ ۱۹۹۶) بازیکن فوتبال اهل ژاپن است.